# Skansbron
Skansbron ist eine doppelte Klappbrücke in der schwedischen Hauptstadt Stockholm.
Die Brücke befindet sich im Süden des Stadtteils Södermalm. Sie hat eine Länge von knapp 65 Meter und eine Breite von 15 Meter. Sie verläuft parallel mit der Johanneshovsbron. Die Brücke verbindet Södermalm mit dem Stadtteil Södra Hammarbyhamnen. Die Brücke wurde von 1923 bis 1925 erbaut.
Ursprünglich diente die Brücke zusätzlich dem Straßenbahnverkehr. Nach der Eröffnung der Tunnelbana wurden die Schienen jedoch entfernt.